# Sorbas (Spanien)
Sorbas ist eine spanische Gemeinde in Andalusien. Sie hat 2.525 Einwohnern (Stand: 2024) und liegt auf einer Höhe von etwa 405 msnm in der Provinz Almería. Das Demonym ist Sorbeñi (Sorbeño (m), Sorbeña (f)).

## Geschichte
Die Begründung der Siedlung mit dem Namen Sorbas liegt im Dunkeln. Man geht davon aus, dass der Name sich aus dem arabischen Wort für Topf ableitet und datiert die Gründung in die Zeit der Islamischen Expansion nach Iberien ab 734 n. Chr. Erwähnt wird der Ort als Surba im Jahr 1089. 1488 wird er ohne einen Waffengang der katholischen Aristokratie übergeben. Die Mauren werden aus der Region vertrieben oder konvertieren zum Katholizismus.